# Mount Homa
Der Mount Homa (Luo: Got Uma oder God Marahuma) ist ein als erloschen geltender Vulkan im Westen von Kenia. Er besteht aus Karbonatit und ist damit – wie der aktive Ol Doinyo Lengai – einer der wenigen Karbonatit-Vulkane auf der Welt. Seine Entstehungszeit wird auf das Miozän oder Pleistozän geschätzt. Der letzte Ausbruch ist unbekannt. Der am Fuß der Ostflanke des Vulkans liegende See Simbi ist ein Maarsee, der möglicherweise erst in historischer Zeit entstand. Darauf weisen Sagen der Bewohner in der Umgebung des Vulkans hin.